# Saint-Martial (Gironde)
Saint-Martial település Franciaországban, Gironde megyében. Lakosainak száma 238 fő (2022. január 1.). Saint-Martial Gornac, Saint-André-du-Bois, Mourens, Sainte-Foy-la-Longue, Saint-Germain-de-Grave és Saint-Laurent-du-Bois községekkel határos.

## Népesség
A település népessége az elmúlt években az alábbi módon változott:
| Lakosok száma | 246  | 164  | 167  | 197  | 242  | 252  | 242  | 239  | 238  | 238  |
|               | 1968 | 1982 | 1990 | 2006 | 2013 | 2015 | 2017 | 2019 | 2020 | 2022 |